# Plymouth (Michigan)
Plymouth város az Amerikai Egyesült Államok Michigan államában, Wayne megyében. Lakosainak száma 9370 fő (2020. április 1.).

## Népesség
A település népességének változása:

| 2010 | 9 132 |
| 2020 | 9 370 |